# Dixie D'Amelio
Dixie Jane D'Amelio (Norwalk, 12 augustus 2001) is een Amerikaanse mediapersoonlijkheid bekend van Tik Tok. Daarnaast is ze zangeres en actrice. Ze heeft samen met haar zus Charli D'Amelio en haar ouders een tv-show, The D'amelio Show. Haar eerste hit was Be happy.